# Лесноје
Лесноје (рус. Лесное) насељено је место са административним статусом села на северозападу европског дела Руске Федерације. Насеље припада Тверској области и административни је центар Лесновског рејона.
Према подацима националне статистичке службе, у вароши је 2010. живело 1.666 становника.
Село се налази у североисточном делу Тверске области, на око 191 км северно од административног центра области града Твера.
Кроз село пролази друмска траса на релацији Максатиха—Лесноје—Пестово.
Насеље се први пут у писаним изворима помиње 1545. као Смердињ (рус. Смердынь) и под тим именом је постојало све до 1930. године.

## Становништво
Према подацима са пописа становништва 2010. у селу је живело 1.666 становника.
| 1897. | 1959. | 1970. | 1979. | 1989. | 2002. | 2010. | 2014. |
| ----- | ----- | ----- | ----- | ----- | ----- | ----- | ----- |
| ---   | 1.025 | 1.016 | 1.468 | 1.769 | 1.949 | 1.666 | ---   |